# Druk zabezpieczony
Druk zabezpieczony – rodzaj druku, którego wykonanie przez osoby niepowołane jest utrudnione przez świadome zastosowanie zabezpieczeń, co ma zapewnić bezpieczeństwo użytkownikom legalnych wytworów. Użyte zabezpieczenia w różnym stopniu mogą chronić określone druki przed ich podrobieniem. Papiery wartościowe, banknoty czy ważne dokumenty czasem posiadają cały szereg różnych zabezpieczeń i na tyle trudnych do ich sfałszowania, że mówi się, iż są to druki wysoko zabezpieczone. Wraz z rozwojem techniki i zwiększeniem się dostępności technik drukarskich i materiałów użytych do zabezpieczeń granica tego co jeszcze może być nazwane drukiem zabezpieczonym przesuwa się.

## Poziomy zabezpieczeń
Można wyróżnić trzy stopnie zabezpieczeń:
- pierwszy stopień – zabezpieczenia stwierdzane na podstawie własności organoleptycznych – dla użytkowników nieuzbrojonych w narzędzia,
- drugi stopień – zabezpieczenia weryfikowane podstawowymi narzędziami – np. lupa, lampa UV,
- trzeci stopień – zabezpieczenia weryfikowane przez ekspertów – specjalistów w odpowiednio wyposażonych laboratoriach[1].